# Saison 2010 des Rangers du Texas
La saison 2010 des Rangers du Texas est la 50e saison en ligue majeure pour cette franchise. Les Rangers remportent leur premier titre de champion de la Ligue américaine mais échouent en Série mondiale face aux Giants de San Francisco.

## Inter-saison

### Arrivées
Le joueur de deuxième but Joe Inglett rejoint les Rangers le 4 décembre 2009. Il était mis en ballottage par les Blue Jays de Toronto.
Le 9 décembre, le releveur Chris Ray des Orioles de Baltimore rejoint les Rangers. Il est échangé contre le lanceur partant Kevin Millwood.
Le lanceur partant Rich Harden des Cubs de Chicago signe chez les Rangers le 10 décembre.
L'arrêt-court Khalil Greene, en provenance des Cardinals de Saint-Louis.
L'ancien joueur de champ intérieur des Brewers de Milwaukee, Hernán Iribarren est réclamé au ballottage le 13 mars.

### Départs
Le joueur de première base Hank Blalock devient agent libre.
Le 9 décembre, le lanceur partant Kevin Millwood est échangé aux Orioles de Baltimore contre le releveur Chris Ray.
Le lanceur Joaquin Benoit rejoint les Rays de Tampa Bay le 15 février.
Khalil Greene est libéré le 25 février d'un contrat signé moins de 5 semaines auparavant.

### Prolongations de contrats
-

### Cactus League
31 rencontres de préparation sont programmées du 4 mars au 3 avril à l'occasion de cet entraînement de printemps 2010 des Rangers.
Avec 10 victoires et 19 défaites, les Rangers terminent 15e de la Cactus League et enregistrent la 14e performance des clubs de la Ligue américaine.

## Saison régulière

### Classement
| Ligue américaine (Division Ouest) | V  | D   | %    | GB |
| --------------------------------- | -- | --- | ---- | -- |
| Rangers du Texas                  | 90 | 72  | .556 | -  |
| Athletics d'Oakland               | 81 | 81  | .500 | 9  |
| Angels d'Anaheim                  | 80 | 82  | .494 | 10 |
| Mariners de Seattle               | 61 | 101 | .377 | 29 |

### Résultats
| Légende              | Légende             | Légende       |
| victoire des Rangers | défaite des Rangers | match reporté |
| -------------------- | ------------------- | ------------- |

#### Juillet
- Le 9 juillet, les Rangers font l'acquisition du lanceur étoile Cliff Lee et du releveur Mark Lowe et cèdent en retour aux Mariners de Seattle le jeune joueur de premier but Justin Smoak et trois joueurs des ligues mineures (les lanceurs Blake Beavan et Josh Lueke ainsi que l'avant-champ Matt Lawson). Les Rangers reçoivent aussi une somme de 2,25 millions de dollars dans la transaction[9].
- Le 29 juillet, Jorge Cantu est acquis des Marlins de la Floride en retour de deux lanceurs droitiers des ligues mineures, Evan Reed et Omar Poveda[10].
- Le 30 juillet, acquisition du joueur d'avant-champ Cristian Guzman des Nationals de Washington, en retour des lanceurs Ryan Tatusko et Tanner Roark[11]
- Le 31 juillet, les Rangers transfèrent le receveur Jarrod Saltalamacchia aux Red Sox de Boston en échange du lanceur droitier Román Méndez et du premier but Chris McGuiness, tous deux joueurs des ligues mineures[12].

## Séries éliminatoires

### Série de division
| # | Date       | Adversaire | Score | Vic.         | Déf.          | Sauv.       | Affluence | Bilan |
| - | ---------- | ---------- | ----- | ------------ | ------------- | ----------- | --------- | ----- |
| 1 | 6 octobre  | @ Rays     | 5 - 1 | Lee (1–0)    | Price (0–1)   |             | 35 474    | 1-0   |
| 2 | 7 octobre  | @ Rays     | 6 - 0 | Wilson (1–0) | Shields (0–1) |             | 35 535    | 2-0   |
| 3 | 9 octobre  | Rays       | 6 - 3 | Benoit (1–0) | Oliver (0–1)  |             | 51 746    | 2-1   |
| 4 | 10 octobre | Rays       | 5 - 2 | Davis (1–0)  | Hunter (0–1)  | Soriano (1) | 49 218    | 2-2   |
| 5 | 12 octobre | @ Rays     | 1 - 5 | Lee (2-0)    | Price (0-2)   |             | 41 845    | 3-2   |

### Série de ligue
| # | Date       | Adversaire | Score  | Vic.           | Déf.           | Sauv.      | Affluence | Bilan |
| - | ---------- | ---------- | ------ | -------------- | -------------- | ---------- | --------- | ----- |
| 1 | 15 octobre | Yankees    | 6 - 5  | Moseley (1–0)  | O'Day (0–1)    | Rivera (1) | 50 930    | 0-1   |
| 2 | 16 octobre | Yankees    | 2 - 7  | Lewis (1–0)    | Hughes (0–1)   |            | 50 362    | 1-1   |
| 3 | 18 octobre | @ Yankees  | 8 - 0  | Lee (1–0)      | Pettitte (0–1) |            | 49 480    | 2-1   |
| 4 | 19 octobre | @ Yankees  | 10 - 3 | Holland (1–0)  | Burnett (0–1)  | Oliver (1) | 49 977    | 3-1   |
| 5 | 20 octobre | @ Yankees  | 2 - 7  | Sabathia (1–0) | Wilson (0–1)   |            | 49 832    | 3-2   |
| 6 | 22 octobre | Yankees    | 1 - 6  | Lewis (2–0)    | Hughes (0–2)   |            | 51 404    | 4-2   |

### Série mondiale
| # | Date       | Adversaire | Score  | Vic.            | Déf.          | Sauv.      | Affluence | Bilan |
| - | ---------- | ---------- | ------ | --------------- | ------------- | ---------- | --------- | ----- |
| 1 | 16 octobre | @ Giants   | 11 - 7 | Lincecum (1-0)  | Lee (0-1)     |            | 43 601    | 0-1   |
| 2 | 17 octobre | @ Giants   | 9-0    | Cain (1-0)      | Wilson (0-1)  |            | 43 622    | 0-2   |
| 3 | 19 octobre | Giants     | 4 - 2  | Lewis (1-0)     | Sánchez (0-1) | Feliz (1)  | 52 419    | 1-2   |
| 4 | 20 octobre | Giants     | 4-0    | Bumgarner (1-0) | Hunter (0-1)  |            | 51 920    | 1-3   |
| 5 | 21 octobre | Giants     | 3-1    | Lincecum (2-0)  | Lee (0-2)     | Wilson (1) | 52 045    | 1-4   |

## Draft
Le joueur de champ extérieur Jake Skole est le premier choix des Rangers lors de la Draft MLB 2010.

## Affiliations en ligues mineures
| Niveau     | Equipe                 | Ligue                   | Manager         | Vic. | Déf. | Classement             |
| ---------- | ---------------------- | ----------------------- | --------------- | ---- | ---- | ---------------------- |
| AAA        | Oklahoma City RedHawks | Pacific Coast League    | Bobby Jones     | 73   | 70   | Demi-finaliste         |
| AA         | Frisco RoughRiders     | Texas League            | Steve Buechele  | 72   | 67   | Demi-finaliste         |
| Advanced A | Bakersfield Blaze      | California League       | Bill Haselman   | 67   | 73   | 5e de la Division nord |
| A          | Hickory Crawdads       | South Atlantic League   | Bill Richardson | 74   | 65   | 2e de la Division nord |
| A          | Spokane Indians        | Northwest League        | Tim Hulett      | 43   | 33   | Finaliste              |
| Rookie     | Arizona League Rangers | Arizona League          | Jayce Tingler   | 31   | 24   | Demi-finaliste         |
| Rookie     | DSL Rangers            | Dominican Summer League | Alexis Infante  | 42   | 23   | Quart de finaliste     |